# Ambodinisotry
 (mars 2016).
Si vous disposez d'ouvrages ou d'articles de référence ou si vous connaissez des sites web de qualité traitant du thème abordé ici, merci de compléter l'article en donnant les références utiles à sa vérifiabilité et en les liant à la section « Notes et références ».
Ambodinisotry ou Ambodin’Isotry est un quartier du 1er arrondissement d'Antananarivo la capitale de Madagascar. C'est l'un des lieux le plus connu d'Antananarivo.

## Description
Ce quartier est célèbre pour le tsenan-damba (marché des tissus) et l'insécurité. 
Le grand marché d’Ambodin’Isotry est le premier marché de fruits, de légumes, de viande, de volailles et d’autres produits alimentaires où les habitants des quartiers de 67ha, d’Andavamamba, d’Antohomadinika, d’Ankasina, d’Andohotapenaka, d’Ankazomanga, de Tsaralalàna s’approvisionnent.
Ambodin’Isotry est un quartier très paupérisé qui n'attire pas la classe moyenne car il est situé en zone mainty.

## Historique
En décembre 2018, un incendie se déclare. Il ne fait aucun mort, mais les réparations coûtent plusieurs millions d'ariary et 95 logements sont détruits.